# کنگاز
 کنگاز 
نام محله‌ای از ۶ محله معروف اصفهان قبل از اسلام یا همان منطقه جی می‌باشد که در تقسیم‌بندی کنونی جز شهرداری خوراسگان است.

## پیشینه
قدمت این محله قبل از اسلام می‌باشد  به مرور زمان که اصفهان به سمت غرب و بالا دست رودخانه زاینده رود کشیده شد کم کم کنگاز به حاشیه شهر رفت. طبق گفتارهای محلی تا قبل از حمله مغول‌ها این محله یکی از محله‌های پر رونق از لحاظ اقتصادی محصولات برای اصفهان بود که چنانچه برج کبوتر در وسط محله قرار داشته‌است. از دو کتیبه داخل مسجد که مشاهده عینی بوده ( متأسفانه به علت نبود نظارت حکومت و سازمان میراث فرهنگی این مسجد که قدمتی ۶۰۰ سال داشت در سال‌های اخیر به بهانه نوسازی ویران گردید) و تاریخ ۹۰۰ هجری و ۱۰۱۰ هجری بر آن حک شده بود نشان دهنده علاقه خاص حکومت‌های وقت به این محله بود است.

## نام محله
اسم کنگاز از دو واژه کنگ به معنی پوست انداختن مار یا تازه شدن و آز که معرب آژ می‌باشد به معنی مار یا طمع یا ثروت  تشکیل شده که در ترکیب واژه کنگاز به معنی محلی برای پوست انداختن مارها و در معنی لغوی آن می‌توان به محله ثروتمندان جدید معنا کرد. و به پهلوی به معنای مردان تنومند می‌باشد . نامی کاملاً ایرانی با ریشه یابی دوره ساسانیان می‌باشد.

## مردم
اهالی کنگاز هم به تبعیت شهر خود اصفهان تا سال ۲۳ هجری دین زرتشتی داشته که که حمله اعراب گروهی به یزد که فاصله نزدیکتری داشته نسبت به اصفهان و گروهی هم تقیه می‌کنند و اندک زرتشتیان باقی‌مانده تا تصرف کامل اصفهان توسط  شاه اسماعیل زندگی و پس از آن به هند کوچ می‌کنند یا اسلام را می پذیرند.

کنگازی‌هایی که از آن دوران هستند غالبا کسانیند که پدرانشان از تبار فرزندان حسین یوسف می‌باشند. که پس دوره مشروطه ازجمله سه فرزند یوسف به محله چهارسوق شیرازی‌ها و مسجد لبان رفتند و کنگازی‌های چهارسوق را به وجود اوردند . بدیهی هست که در زمان رضا شاه که برای مردم شناسنامه مقرر گردید تمام کسانی که در محله کنگاز زندگی ( چه تبار حسین یوسف و چه مردمی که از محله‌های دیگر اصفهان یا شهرهای نظیر یزد به انجا کوچ کردند ) می‌کردند را کنگازیان نامیدند.

## حمام تخریب شده
به نقل از اهالی محل یک حمام قدیمی در این محل قرار داشته ، یک حمام بزرگ که صبح‌ها زنانه بود و شب‌ها مردانه و یک حمام کوچک که صبح‌ها برای زنان باز بود.
در ادامه این محل که به خیابان جی می‌رسد که البته قدیم خیابان جی نبوده است و به آن جاده کنگاز می‌گفتند. جاده دیگری که به جاده خاکی خوراسگان معروف بوده و الان محله کردآباد در آنجا قرار داد، تنها جاده‌ای بود که به شهر متصل می‌شده است. قدیم‌ها در این محل مدرسه نبوده و باید برای درس خواندن باید به سمت خوراسگان یا کردآباد می‌رفت. البته برخی مدارس هم شبانه بوده اما الان حدود چهار مدرسه خوب در کنگاز قرار دارد.به نقل از اهالی محل از قدمت ۳۰۰ ساله این محل می‌گویند: اینجا یکی از قدیمی‌ترین محلات جی است، مردم اینجا بیشتر کشاورز بوده اند و زندگی ساده‌ای داشته اند، همین حالا هم بسیار مهربان و مهمان‌نواز هستند، وقتی غریبه‌ای وارد محله می‌شود از آن‌ها استقبال می‌کنند.

## مسجدالجواد قدیمی‌ترین مسجد کنگاز
از او در ارتباط با تاریخ  به نقل از اهالی محله اینکه، به مسجدالجواد اشاره می‌کنند و می‌گویند: همین مسجد تاریخ گویای محل است.سنگ‌نوشته‌ای در محل مسجد موجود است که قدمت آن را نشان می‌دهد، البته مسجد به شکلی که می‌بینید نبود، ولی به خاطر تخریب بخش‌هایی از آن بازسازی شد و حالا آثاری از گذشته در آن دیده نمی‌شود. البته یک امامزاده هم در آخر محله قرار داشت که به آن «بابا علی» می‌گفتند؛ اما به خاطر گسترش خیابان آن را خراب کردند و آثاری از آن باقی نمانده است.

## حاج حسن قاضی‌خان کنگاز
اهالی محل به خان کنگاز اشاره می‌ کنند: خان کنگاز حاج حسن قاضی بود، البته کدخدا هم داشته اند. همه اینجا را به نام روستای کنگاز می‌شناختند، آن زمان اینجا یک پل داشت که می‌رفتیم آن‌طرف خیابان، آنجا یک چشمه داشت که از آن آب می‌آمد. آن‌طرف محله هم یک امامزاده بود که بعدها آن را خراب کردند.

## مسجدالجواد و شباهت آن به مسجد جامع سبزه‌میدان
اهالی محل به محراب مسجد اشاره می‌کنند و می‌گویند: این محراب باقی‌مانده همان مسجد قدیمی است، اینجا شبیه مسجد جامع سبزه‌میدان بود که بازسازی شد، البته یک تکیه هم در کنار آن قرار داشت که تابستان‌ها شترها را می‌آوردند و به آن‌ها غذا می‌دادند، مسجد قدیمی خیلی قشنگ بود، کاش بازسازی نشده بود.

## از کشاورزی زنان تا نخ‌ریسی و قالی‌بافی
اهالی محل می‌گویند: این خانم‌ها یک زمانی هم‌پای مردان کشاورزی می‌کردند، البته سر آب هم باهم دعوا می‌کردند اما خیلی زود آشتی می‌کردند، بعضی‌ها هم اگر چرخ نخ‌ریسی داشتند پنبه می‌آوردند و نخ درست می‌کردند و بعدها نخ‌ها را می‌بافتند، خیلی‌ها هم قالیبافی می‌کردند، ماه رمضان که می‌شد همه همسایه‌ها برای روزه‌دارها غذا می‌بردند، بعضی روزها آن‌هایی که گاو داشتند شیر می‌دوشیدند و به خانواده‌های دیگر می‌دادند، اون‌موقع‌ها بخشش و مهربانی زیاد بود و همه از حال هم خبردار بودند.